# ロザルノ
ロザルノ（イタリア語: Rosarno）は、イタリア共和国カラブリア州レッジョ・カラブリア県にある、人口約15,000人の基礎自治体（コムーネ）。

## 地理

### 位置・広がり

#### 隣接コムーネ
隣接するコムーネは以下の通り。括弧内のVVはヴィボ・ヴァレンツィア県所属を示す。
- カンディードニ
- チッタノーヴァ
- フェロレート・デッラ・キエーザ
- ジョイア・タウロ
- ラウレアーナ・ディ・ボッレッロ
- メリクッコ
- ニコーテラ (VV)
- リッツィーコニ
- サン・フェルディナンド

## 行政

### 分離集落
ロザルノには、以下の分離集落（フラツィオーネ）がある。
- Bosco, Zimbario, Crofala, Scattarreggia, Testa dell'acqua